# マリー・スパルタリ・スティルマン
マリー・スパルタリ・スティルマン（Marie Euphrosyne Spartali Stillman、1844年3月10日 - 1927年3月8日）はギリシャ人の両親を持つ、イギリスの美術モデル、画家である。

## 略歴
ロンドンに生まれた。父親はギリシャに本社を置く貿易商社、スパリタリ商会(Spartali & Co.)を経営する一族の裕福な商人で後に領事となった人物である。語学や文学、声楽やダンスの教育を受けた。絵を描く才能が見いだされた後、画家のフォード・マドックス・ブラウンの指導を受けるようになった。
いとこにあたるマリア・ザンビコ(Maria Zambaco)やアグライヤ・コロニオ(Aglaia Coronio)と、ジェームズ・マクニール・ホイッスラーの絵のモデルになり、その後ラファエル前派の画家、ダンテ・ゲイブリエル・ロセッティの絵のモデルとなった。後のスティルマンの絵画にはホイッスラーやロゼッティの影響が見られることになった。
1871年4月に両親の反対に抗して、アメリカ人ジャーナリストで美術愛好家のウィリアム・ジェームズ・スティルマンと結婚した。スティルマンはカリフォルニアの政治家の息子だった。3人の子供を産んで、夫の自殺した前妻の子供3人とともに育てた。
夫妻は新聞、タイムズの外国特派員として1878年から1883年にフィレンツェ、1889年から1896年にローマに滞在した。夫は1901年に亡くなった。
画家としては典型的なラファエル前派のスタイルで、女性像や、シェイクスピアなどの文学作品の場面やイタリアの風景画を描いた。ロイヤル・アカデミー・オブ・アーツの展覧会やフィラデルフィア万国博覧会の展覧会を含むアメリカ東部の展覧会に出展した。1927年にロンドンで死去した。

## ギャラリー

### マリー・スパルタリ・スティルマンがモデルの作品

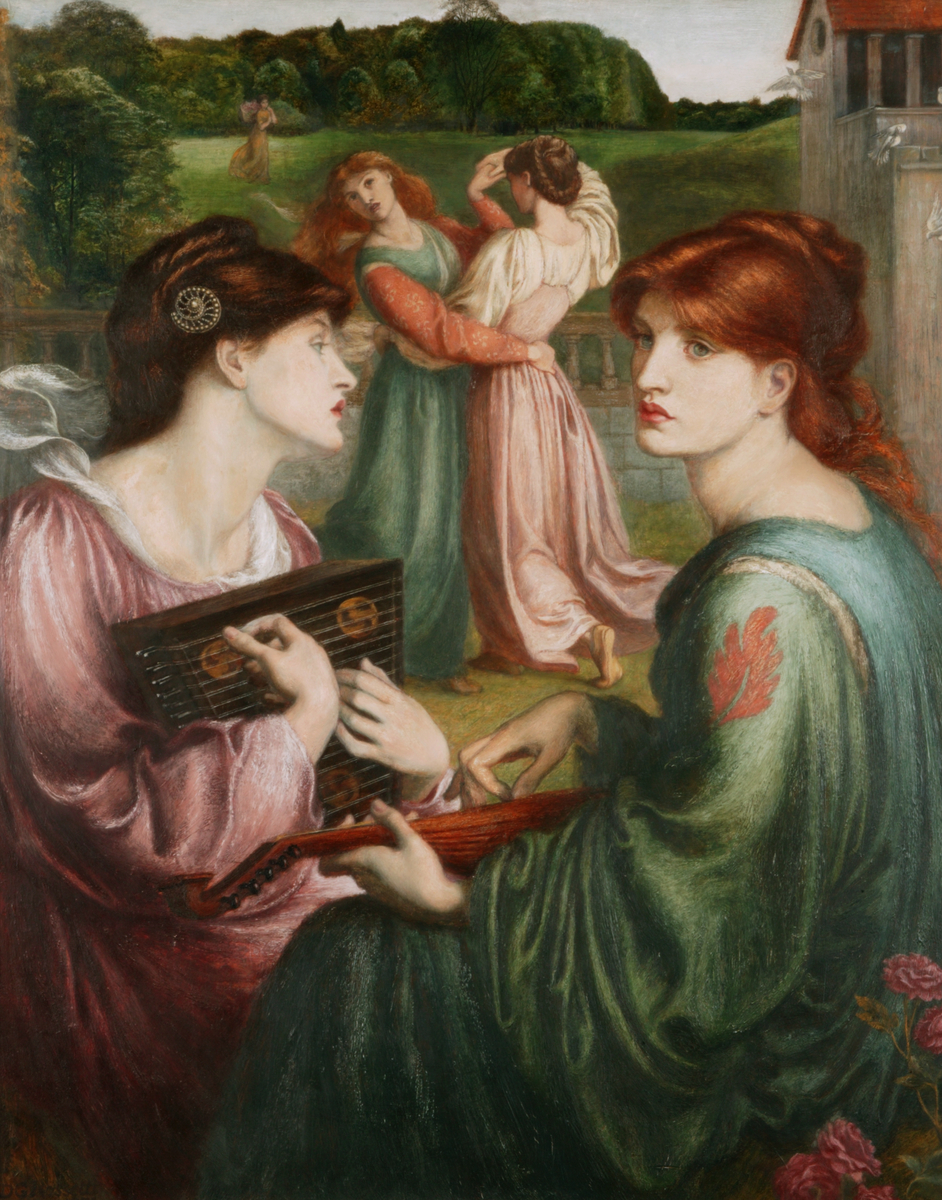
ロセッティ作 "The Bower Meadow" (1872) 左の女性のモデルがスティルマン
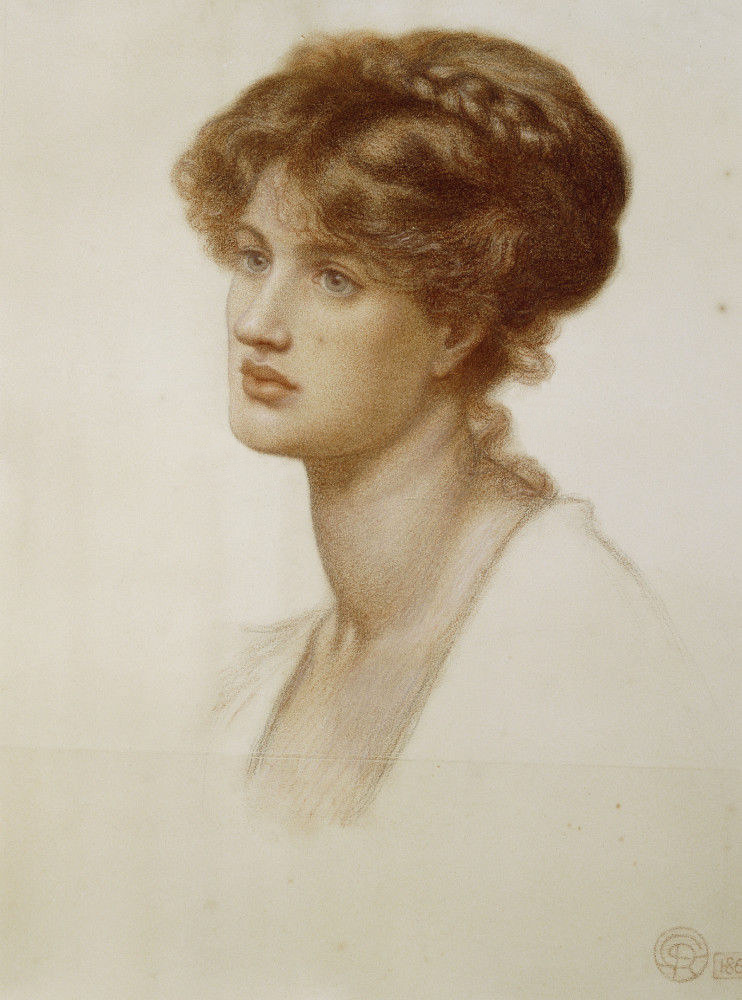
ダンテ・ゲイブリエル・ロセッティ作
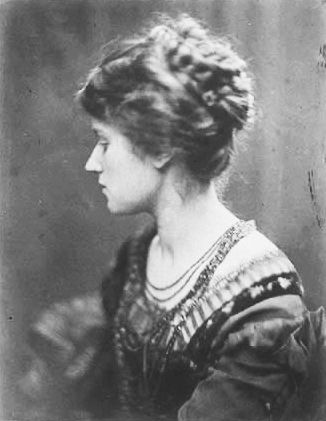
ジュリア・マーガレット・キャメロン撮影

### マリー・スパルタリ・スティルマンの描いた絵画

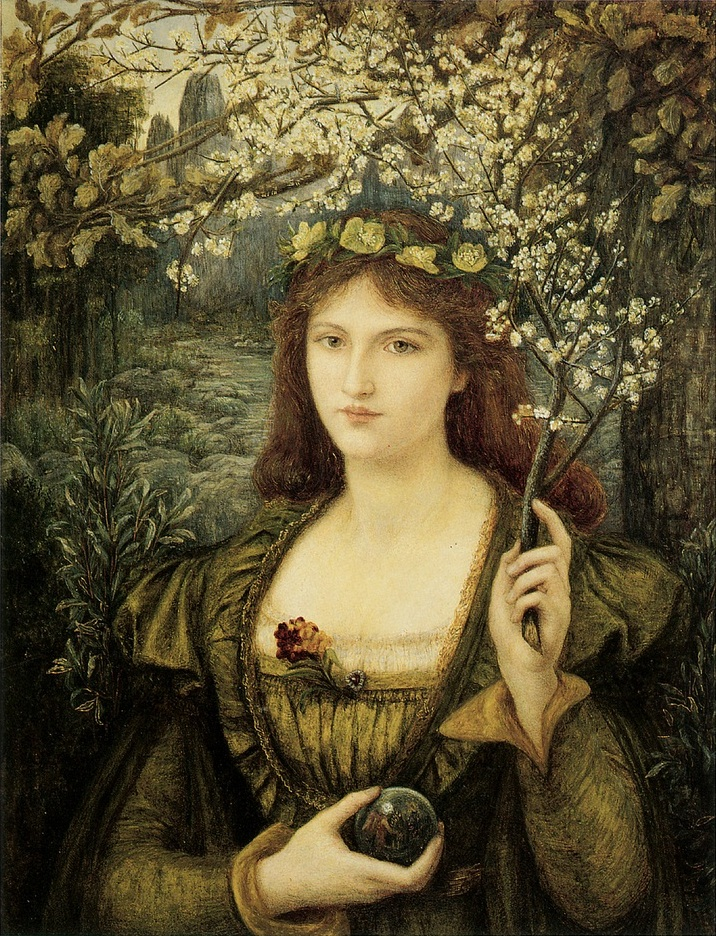
「スクロヴェーニのマドンナ・ピエトラ」 (1884)
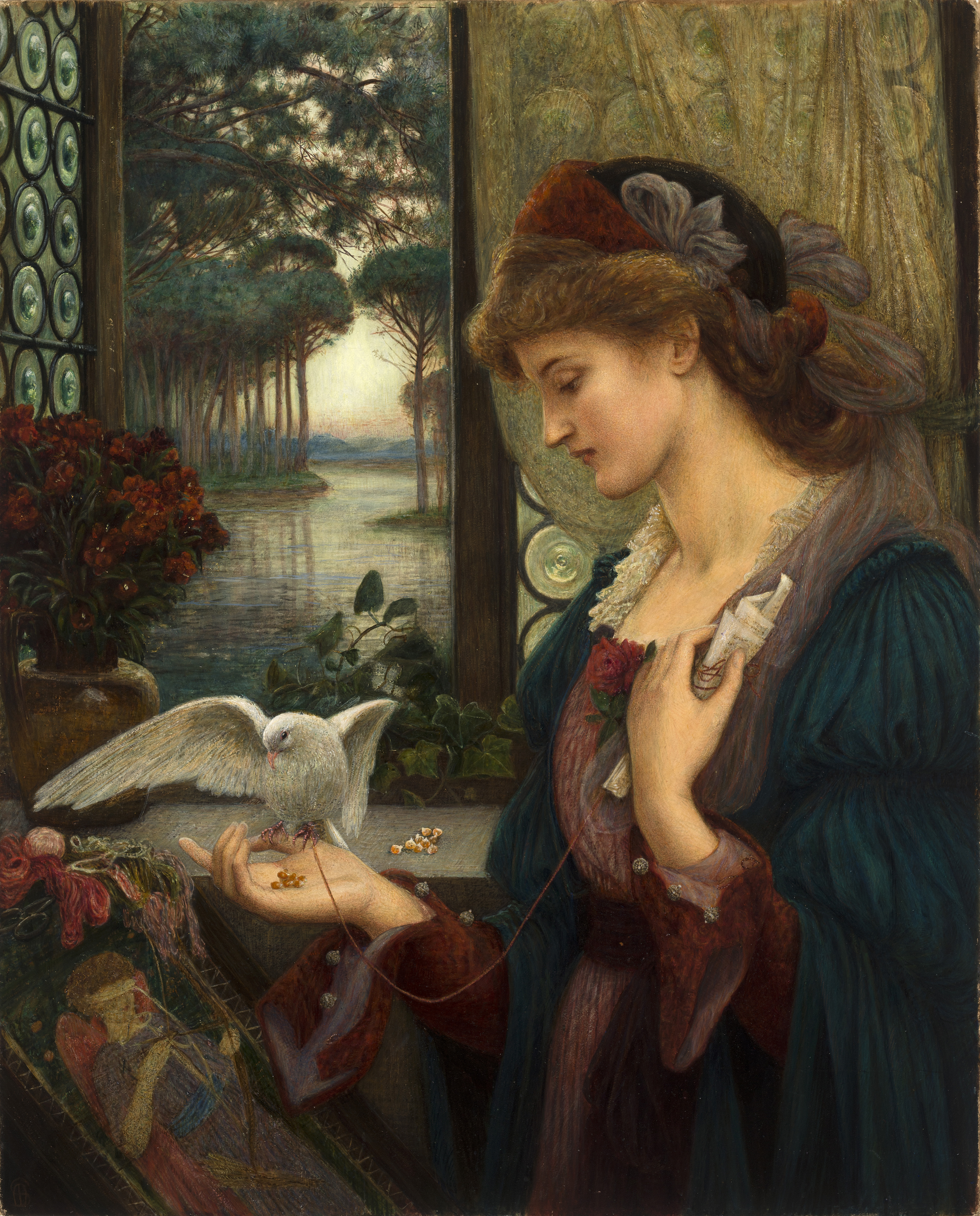
「愛の伝言者」 (1885)
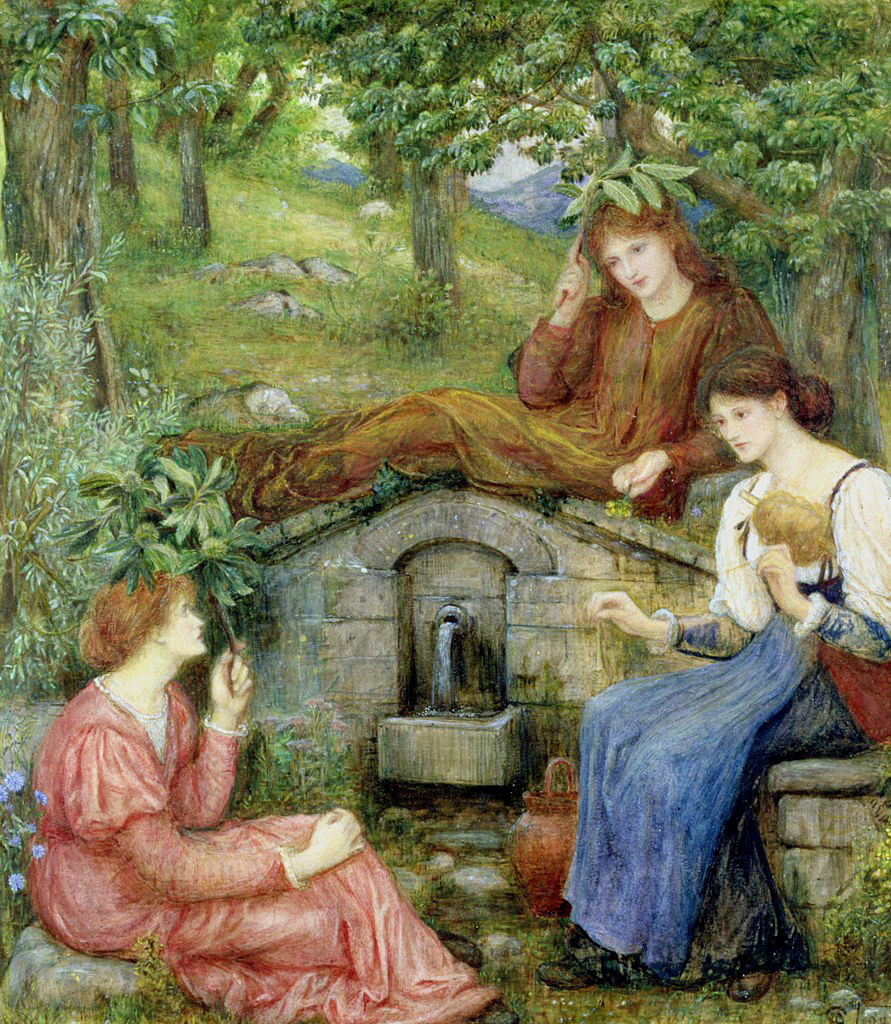
「小さな野原のきれいな井戸」(1883)
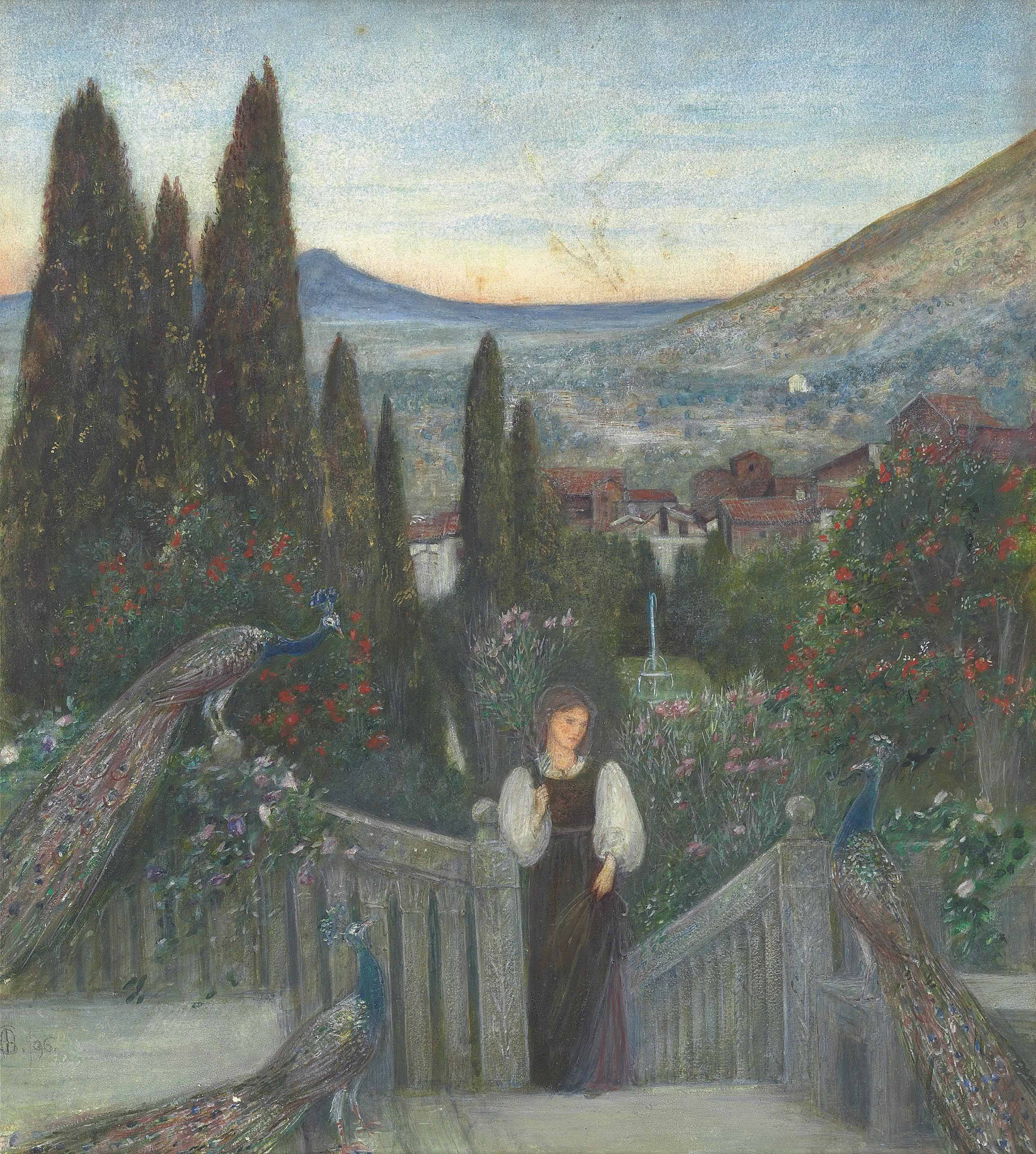
「庭の孔雀と婦人」 (1896)